# Radiofabrik 107,5
Radiofabrik 107,5, Freier Rundfunk Salzburg, ist ein Bürgersender in Salzburg (Österreich) und das größte Freie Radio in Westösterreich.

## Geschichte

### Radio Bongo 500

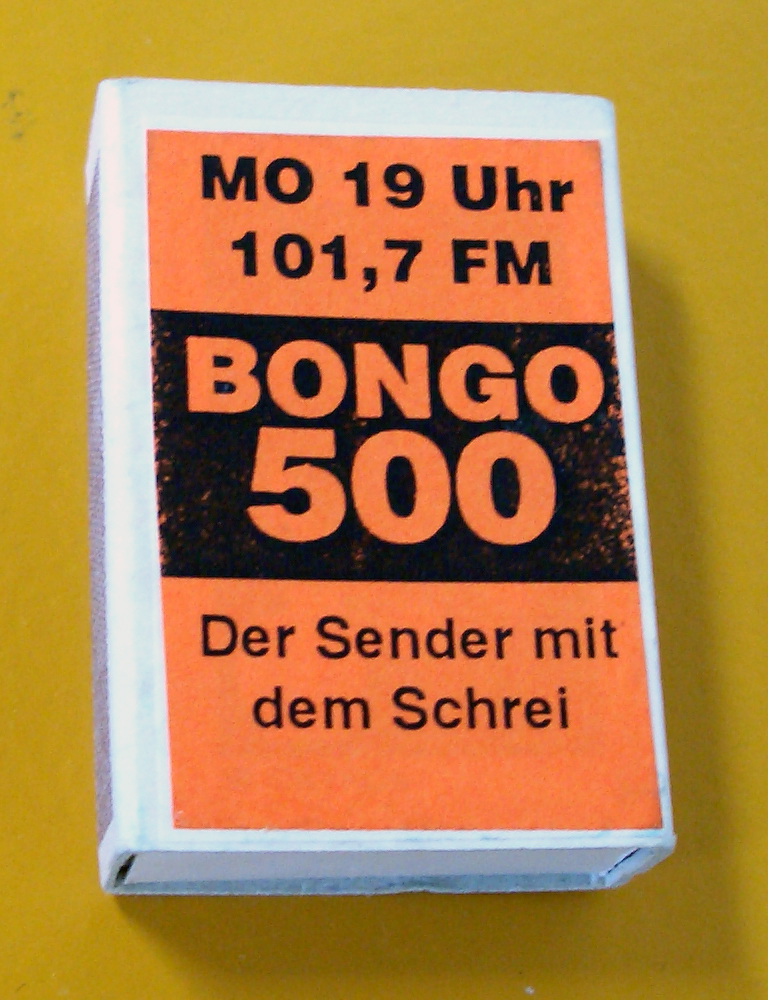
Zündholzschachtel mit „Piratenradio Bongo 500“ Werbung, 1992

Aus dem Gründerkreis der Radiofabrik waren einige – wie der spätere Geschäftsführer Wolfgang Hirner – schon 1992 mit einem illegalen Piratenradio (Radio Bongo 500) auf Sendung. Aktivistin war die heutige Linzer Universitätsprofessorin Martina Gugglberger.

### Freier Rundfunk Salzburg
Die Radiofabrik ging unmittelbar nach dem Fall des österreichischen Rundfunkmonopols im Jahr 1998 als zweites österreichisches Freies Radio on air (nach Radio Helsinki 1995 in Graz), wenn auch nur als fünfstündiges Sendefenster beim kommerziellen Anbieter Radio Arabella.
Der tägliche Sendebetrieb wurde im Januar 2002 in Anbietergemeinschaft mit der Objektwerbung GmbH aufgenommen. Nach finanziellen Schwierigkeiten stellte der kommerzielle Partner im Oktober 2003 den moderierten Radiobetrieb ein, worauf die Radiofabrik die Volllizenz erhielt.

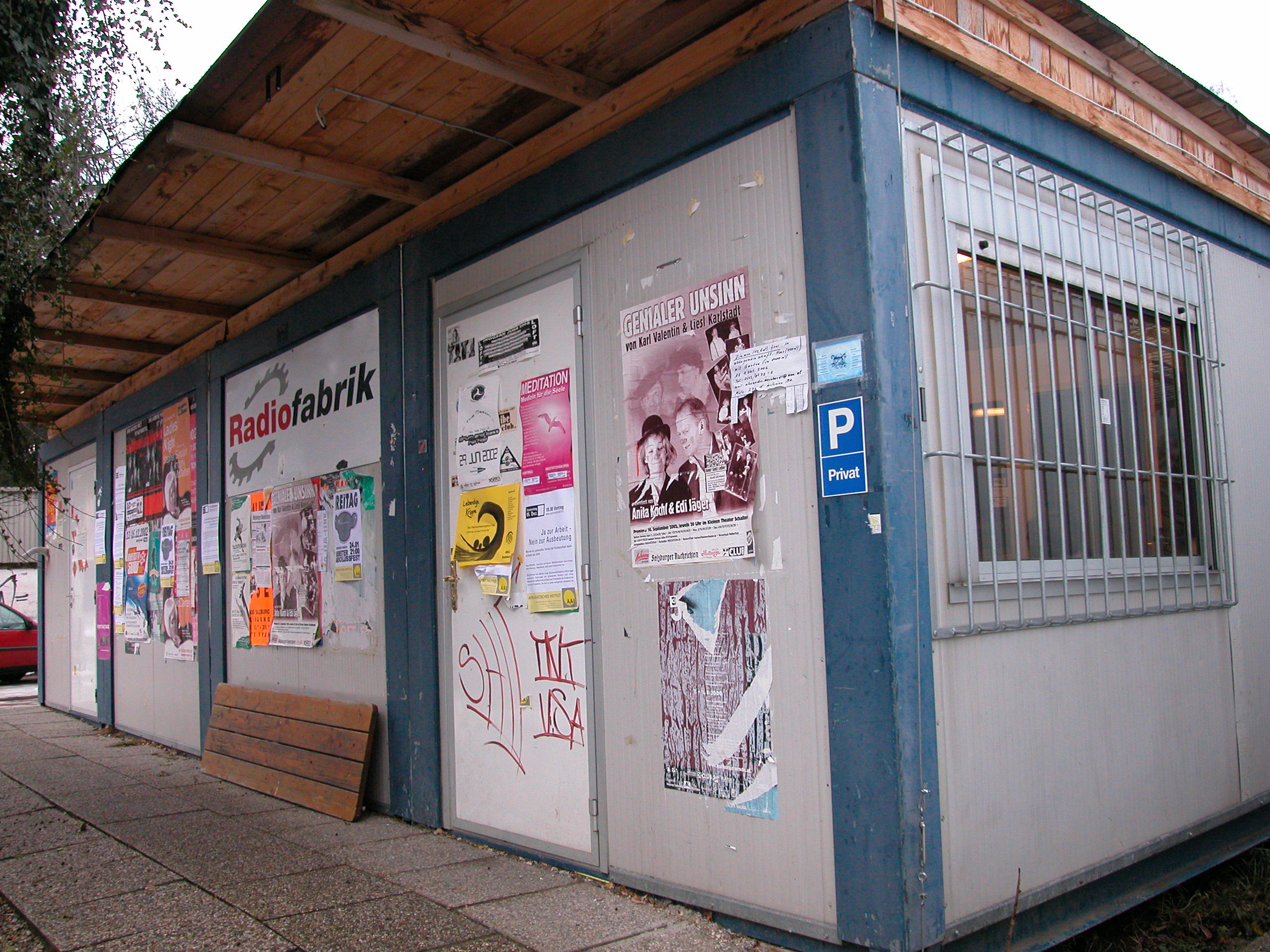
Container-Studio der Radiofabrik, bis 2005

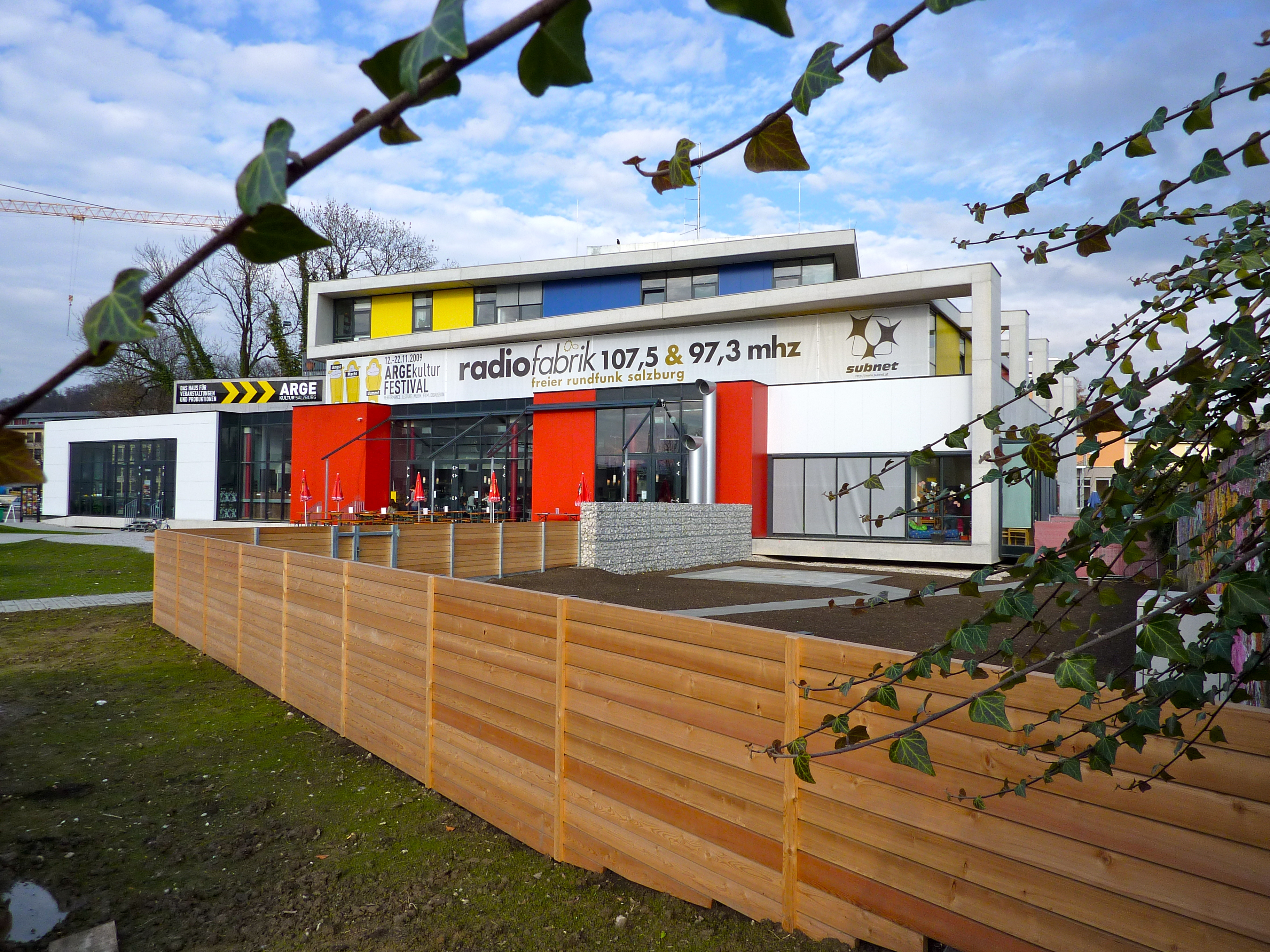
Radiofabrik-Studio im 1. Stock der ARGEkultur, Dachantenne f. Frequenz 97,3 MHz

Wurde der Sender in den Anfangszeiten noch aus einem Container-Studio betrieben, so steht seit 2005 eine professionelle Infrastruktur zur Verfügung. Büro, Studio, Produktions- und Workshop-Raum sind im größten autonomen Kulturzentrum Westösterreichs, der ARGE-Kultur Salzburg, untergebracht.
Im Februar 2009 startete die Radiofabrik eine Kampagne zur Einführung von Gebührensplitting im Bundesland Salzburg.
Im April 2011 verlängerte die KommAustria die Lizenz des Senders um weitere zehn Jahre bis 2021.
2012 gründete die Radiofabrik den Fernsehsender FS1.
Im Juli 2015 wurde das erste deutsche Außenstudio der Radiofabrik eröffnet.
Das zweite Außenstudio des Senders ging 2019 in Zell am See in Betrieb.
Bis 2031 wurde im Jänner 2021 die Zulassung der Radiofabrik erneuert.

## Programm und Konzept
Chefredakteur war bis September 2012 der mehrfach ausgezeichnete Journalist Georg Wimmer, programmlich wurde der Sender dann durch die Projektmanagerin Eva Schmidhuber koordiniert. Seit Juli 2024 leitet die Kommunikationswissenschaftlerin Carla Stenitzer die Inhalte des Senders.

### Offener Zugang
Als nicht-kommerzielles, freies Radio steht die Radiofabrik allen interessierten Personen und Gruppen offen, insbesondere jenen, die in den kommerziellen und in den öffentlich-rechtlichen Medien unterrepräsentiert scheinen. So gibt es eigene Programme von und für Menschen über 50, Programme von und für Menschen unter 18 und ebenso Sendungen in mehr als zehn verschiedenen Sprachen. Die Radiofabrik kann somit als der Sender mit der größten Meinungsvielfalt in Salzburg gelten.
Einen Sendeplatz können alle erhalten, die Vereinsmitglied werden und einen Basisworkshop absolvieren, in dem Medienrecht, Studiotechnik und Livebetrieb vermittelt wird. Die inhaltliche Gestaltung obliegt den jeweiligen Sendungsverantwortlichen. Keinen Platz im Programm haben Sendungen mit rassistischen, sexistischen, gewaltverherrlichenden oder demokratiefeindlichen Inhalten sowie religiöse Propaganda.
Mehr als 350 ehrenamtliche Produzenten mit mehr als 200 Programmen senden im Offenen Zugang.

### Professionelle Redaktionen

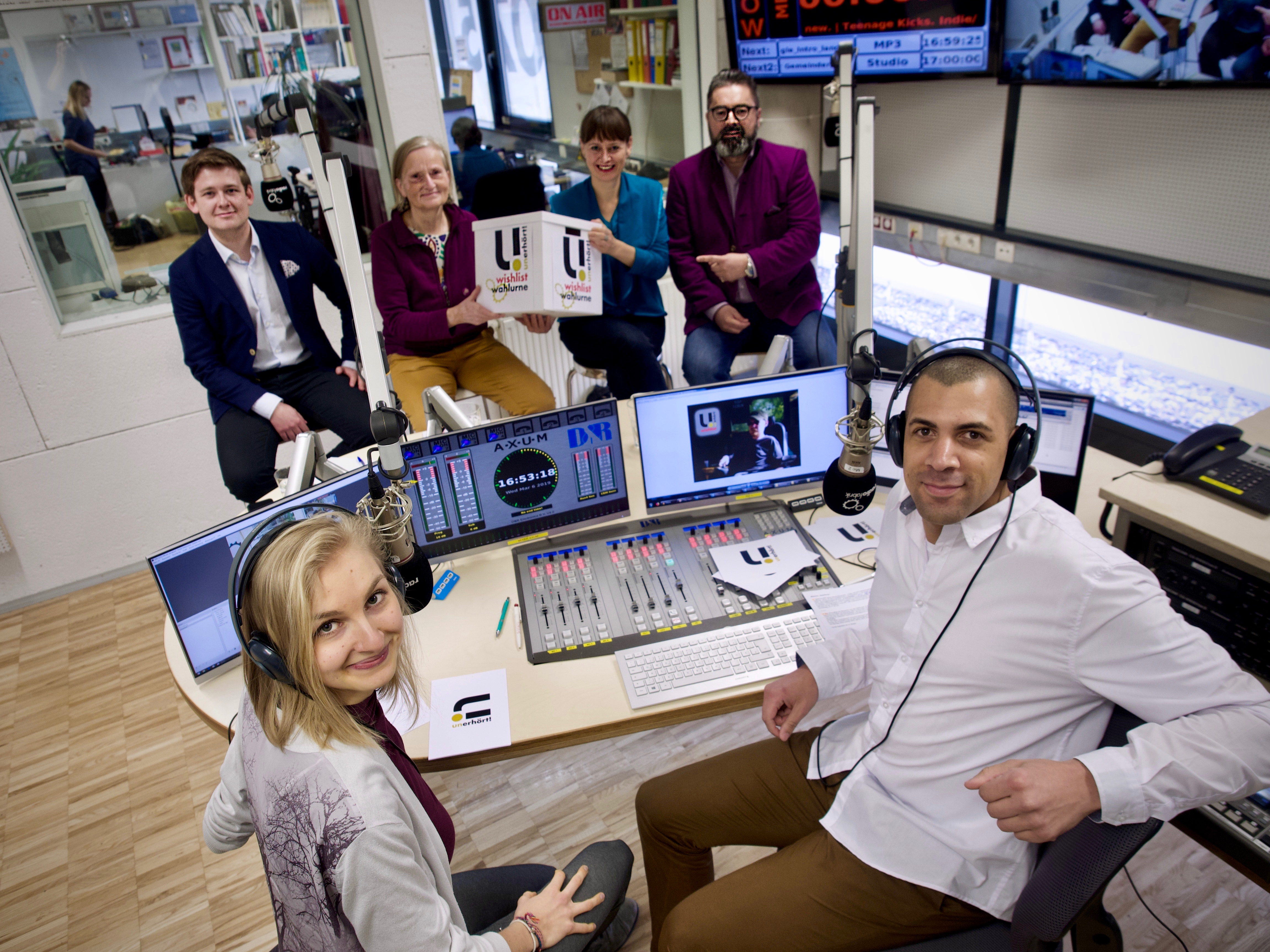
Studiodiskussion zur Salzburger Gemeinderatswahl, Timna Pachner, Daniel Bergerweiss – unerhört!-Redaktion (2019)

Seit Bestehen führt der Sender teilprofessionelle Nachrichtenredaktionen. Für das Format Magazin um 5 wurde eine angestellte Leitung durch ein Team von Redaktions-Praktikanten ergänzt. Es wurde mehrmals pro Woche ausgestrahlt und 2015 aus finanziellen Gründen eingestellt.
Mit Unterstützung der Stadt Salzburg startete ab Herbst 2018 eine sogenannte Lehrredaktion, die jährlich eine Gruppe an Freiwilligen journalistisch ausbildet. Diese produzieren das regionale Nachrichtenformat unerhört! - der Infonahversorger.
Für Musikauswahl und eigenproduzierte Musikprogramme des Radios besteht eine weitere professionelle Redaktion.

## Ausbildung
Das Radio hat umfangreiche medienpädagogische Ausbildungen und Workshops entwickelt. Laut Eigenangaben sind diese das größte Angebot des nichtkommerziellen Rundfunks in Österreich und reichen von Ausbildungen für Moderation, Schnitt, Promotion bis zu journalistischen Lehrgängen. Mehr als 1.400 Personen absolvierten 2019 die Kurse.

## Organisation

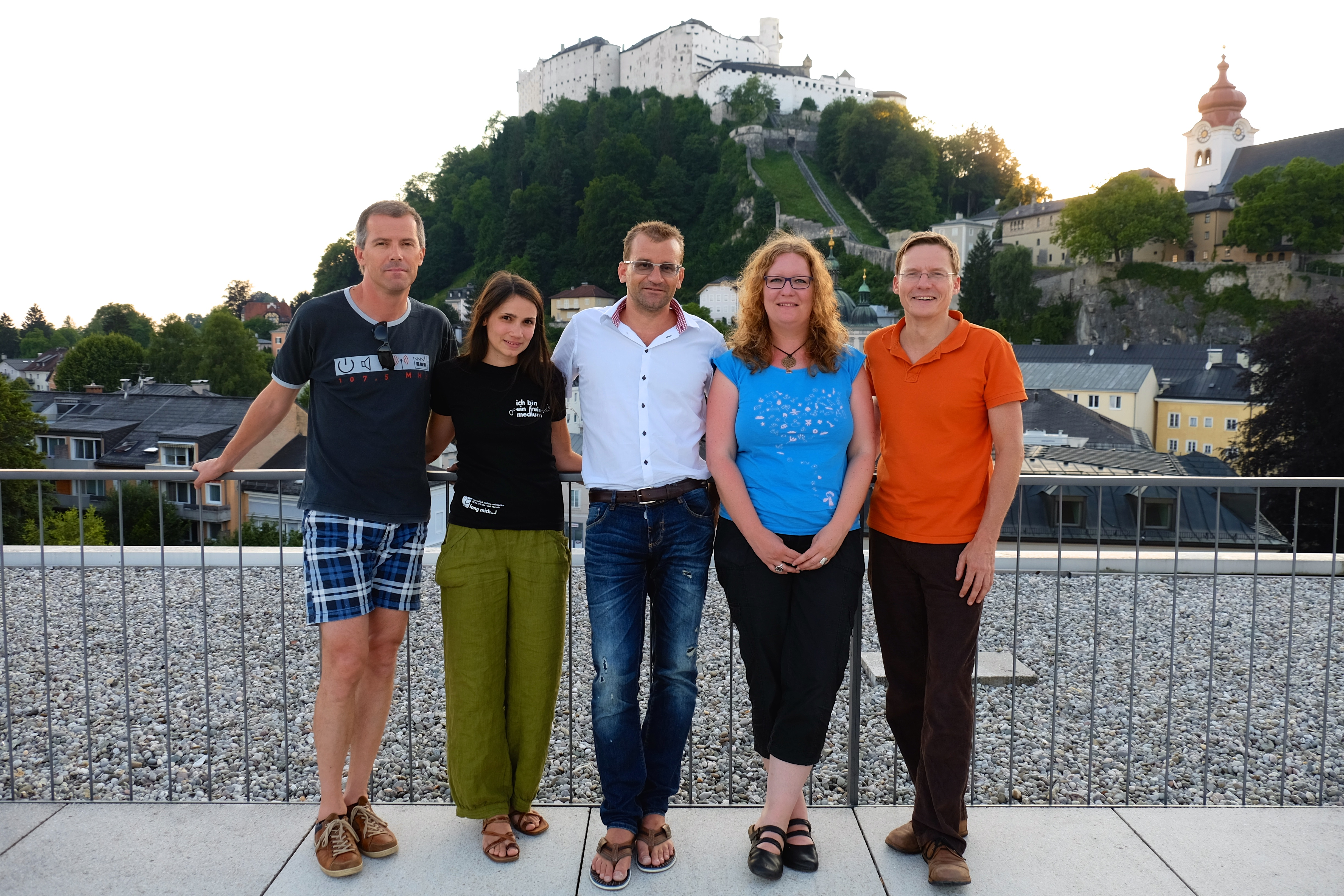
Radiofabrik Vorstand, vlnr. Oliver Baumann, Eva-Maria Kubin, Wolfgang Stöger, Su Karrer, Wolfgang Hirner (2015)

Bis 2009 führte die Radiofabrik organisatorisch zwei Strukturen: der „Verein Freier Rundfunk Salzburg“ – in dem alle Programm-Produzenten und Förderer auf institutioneller Ebene Mitglieder sind – war der Betrieb des Radios. Zu 100 % in Vereinsbesitz befand sich eine Infrastruktur-Gesellschaft (Sendeanlagen GesmbH), die die Sende-Lizenz hielt. Seit Oktober 2009 ist der Verein Gesamtrechtsnachfolger der GesmbH.
Im Vorstand des Vereins (Stand 7/2022) sind als Obfrau die Sozialarbeiterin Susanne Imhof, weiters die Wissenschaftlerinnen Eva-Maria Kubin und Ricarda Drüeke (beide Universität Salzburg), der Unternehmer und Gründer der Radiofabrik Wolfgang Hirner und der Wirtschaftstreuhänder Wolfgang Stöger.
Geleitet wurde die Radiofabrik bis Anfang 2007 vom Gründer Wolfgang Hirner. Der Erwachsenenbildner Andreas Wagner wurde 2007 als kaufmännischer Leiter bestellt. Seit März 2008 ist der Medienmanager und -künstler Alf Altendorf – früher tätig für TIV, an der Etablierung von Okto beteiligt – Geschäftsführer, seit Jänner 2018 gemeinsam mit der „Geschäftsführerin Programm“ Eva Schmidhuber. Seit Juli 2024 ist Carla Stenitzer „Geschäftsführerin für Programm und Ausbildung“.

### Finanzierung
Der Betrieb der Station finanziert sich durch Zuwendungen der öffentlichen Hand als auch durch selbst erwirtschaftete Einnahmen.

## Projektarbeit
Die lokale Verankerung der Radiofabrik zu Kulturstätten und NGOs in Salzburg geht einher mit einer europäischen Ausrichtung durch die Beteiligung an EU-Projekten.
Medienpädagogische Arbeit gewinnt für die Radiofabrik immer mehr an Bedeutung. Ausdruck fand dies in dem Interreg-IIIA-Projekt „EuRegio Medienzentrum“ (2006–2009), an dem die Aktion Film Salzburg sowie das Landratsamt Traunstein als Partner beteiligt waren.

### Projekte

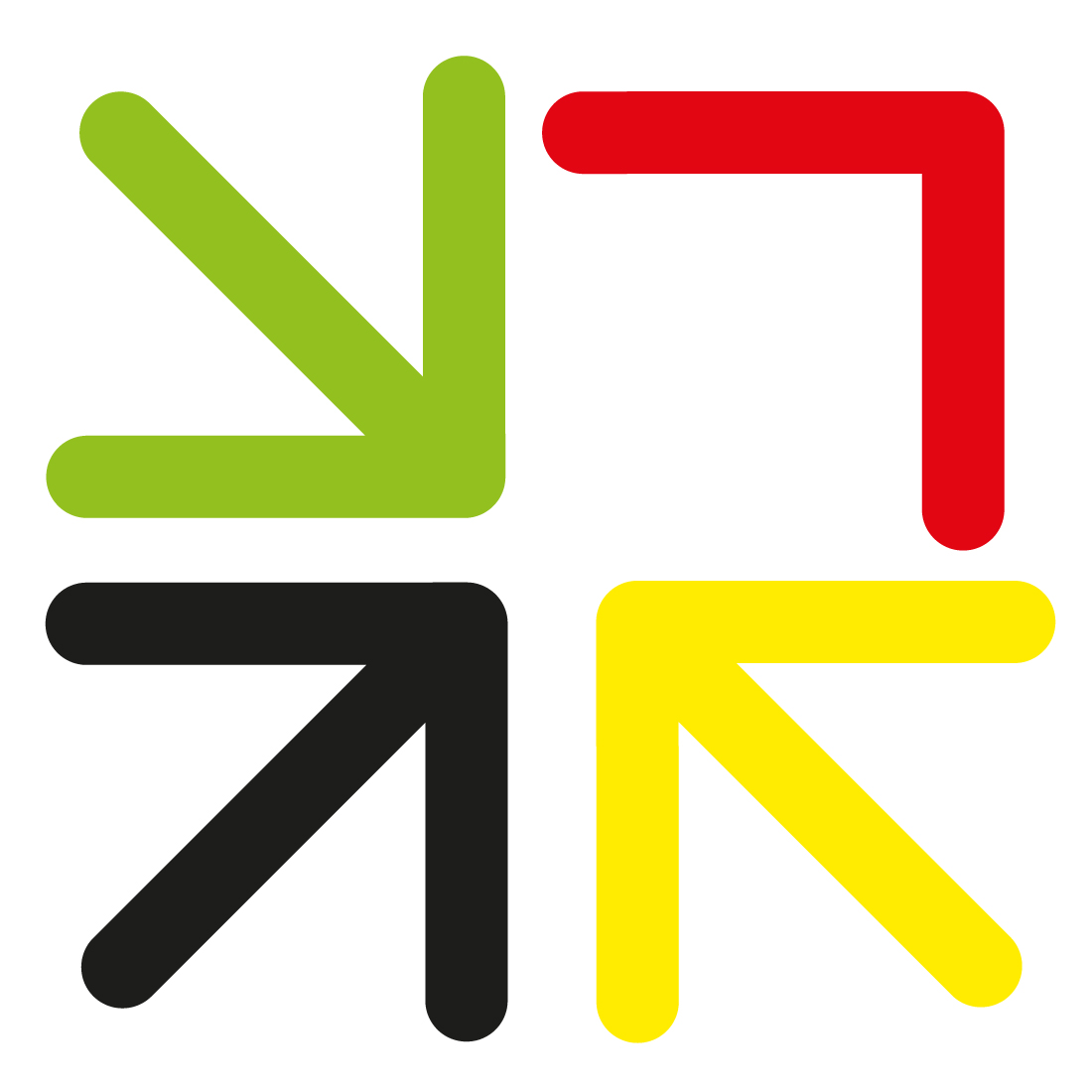
Civilmedia Konferenz, Logo 2017

Aktuelle und abgeschlossene Projekte sind unter anderem:
- Check your Choice und Check Europe (2014, im Auftrag des Europäischen Parlaments)
- EU-Projekt Addicted 2 Random (2011–2013)[24]
- EU-Projekt Hörstolpersteine (2012)
- EU-Projekt Ohrenblicke (2009–2011)
- EU-Projekt Ein Hörmahnmal (2009–2010)
- EU-Projekt Civilmedia (alljährliche Konferenz seit 2005)[25]
- EU-Projekt Radiodialoge – Stimmen der Vielfalt (2008–2009)
- EU-Projekt Talk About It (2007–2008)
- EU-Projekt Let’s Talk About Science (2007)
- EU-Projekt I Speak Football (2008)
- EuRegio Medienzentrum (2006–2009)
- EuRegio Kinderradio – Radio von, für und mit Kindern
- Ballkönigin – Projekt Rasende Reporterin bei der Fußball-Europameisterschaft 2008
- mozartRemixed (2006)

## Technik

### Reichweite und Empfang

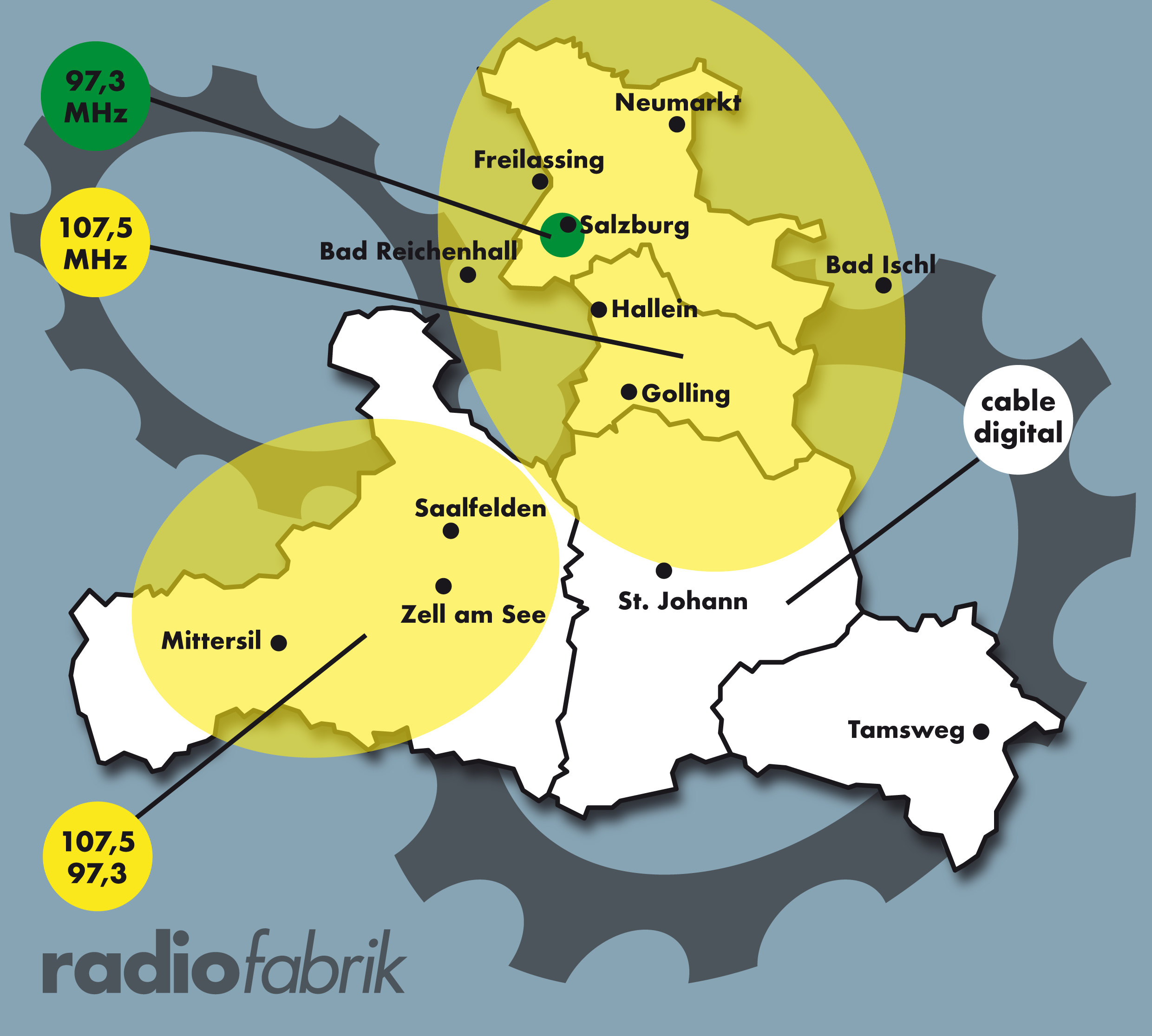
Radiofabrik – Sendegebiete (2024)

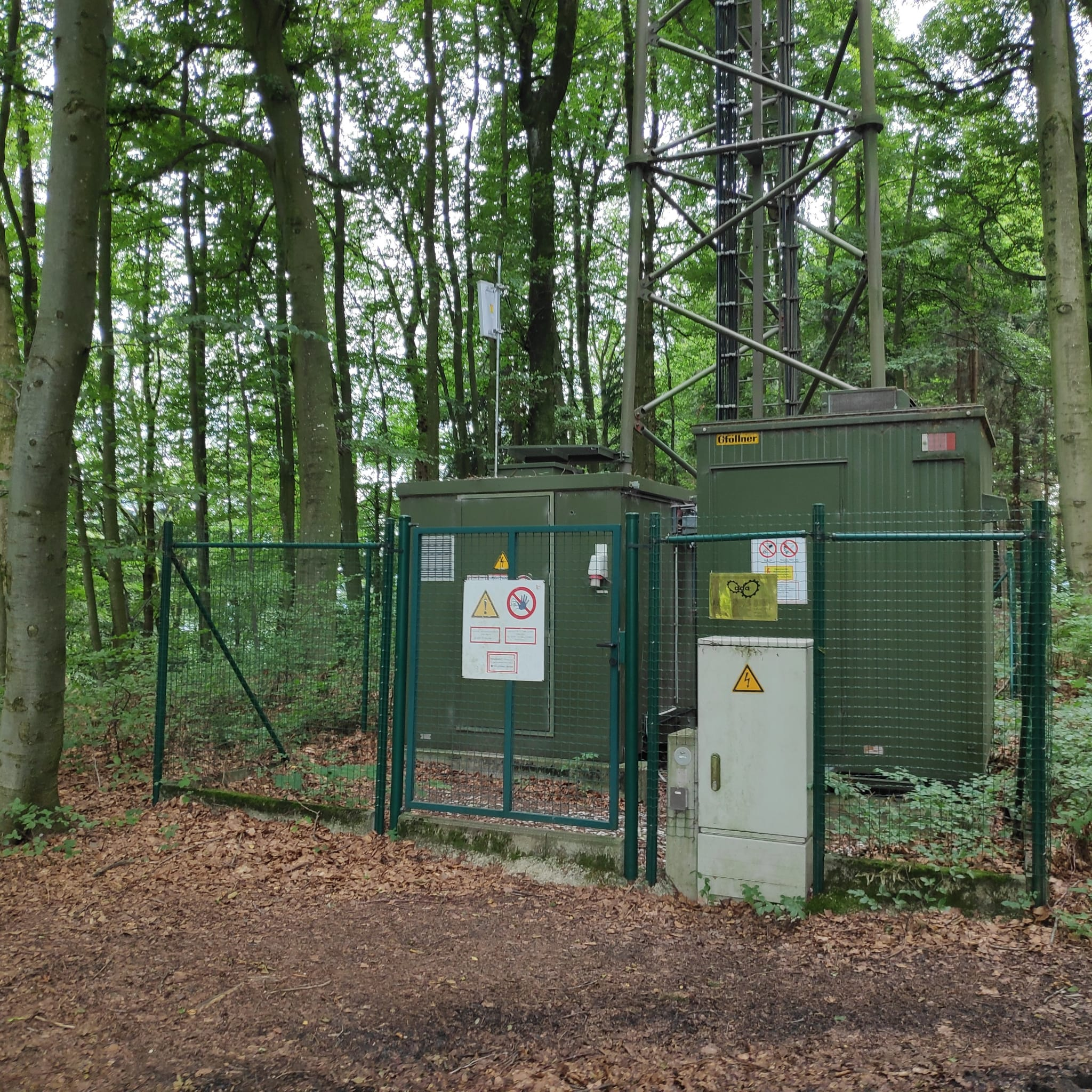
Sendeanlage am Hochgitzen

Die Radiofabrik sendet terrestrisch auf UKW 107,5 MHz und UKW 97,3 MHz in den nördlichen und westlichen Gauen Salzburgs (Flachgau, Tennengau, Pinzgau, Salzburger Seeland) und ist in den grenznahen Landkreisen Bayerns (Traunstein, Landkreis Berchtesgadener Land) empfangbar. Das Radio sendet weiters analog auf 103,8 MHz und digital im gesamten Bundesland auf Programmplatz 42 im Kabelnetz der Salzburg AG, und mit einem Internet Live-Stream.
Die gesamte terrestrische technische Reichweite liegt bei etwa 475.000 Personen.

Nördliche Sendestandorte sind für eine Hilfsfrequenz 97,3 MHz das Gebäude der ARGEKultur in Salzburg, in Maria Plain wurde 2002 die Hauptantenne (Sendefrequenz 107,5 MHz) installiert. Diese wurde, um einen größeren Einzugsbereich abzudecken, zu Jahresbeginn 2013 auf den Hochgitzen, einem Berg in der Gemeinde Bergheim, verlegt. Die Sendestation wurde nach der britischen Mathematikerin und Programmiererin Ada Lovelace (1815–1852) benannt und erhielt den Namen „Ada“.

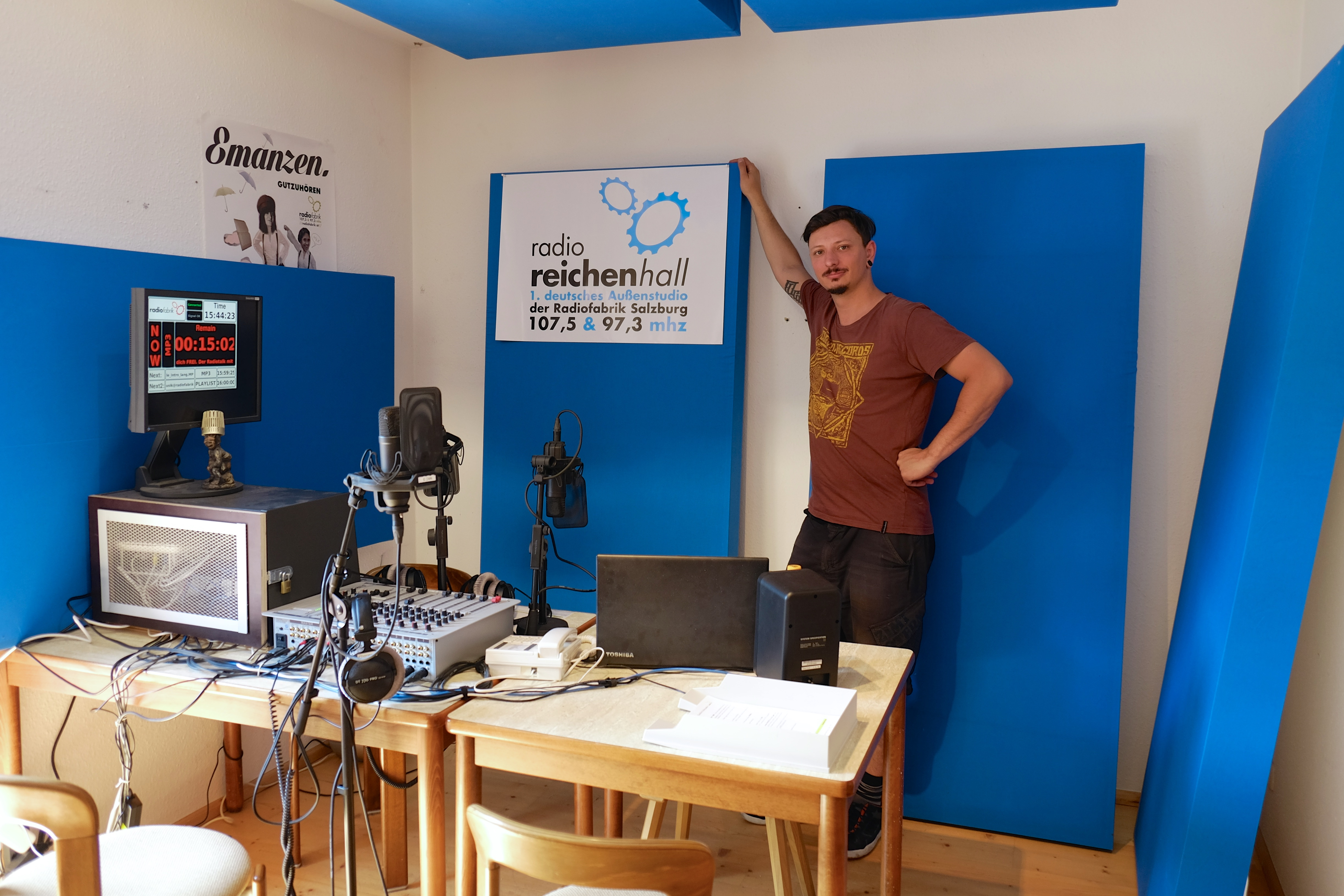
Außenstudio Radio Reichenhall – Studio (2015)

Im Pinzgau sendet das Radio an drei Standorten von Bramberg (Wildkogel), Saalfelden und Zell am See (Bruck).
Inhaltlich wird über die Internet-Plattformen des Freien Rundfunk Österreich und in Deutschland ein Programmaustausch betrieben.

### Außenstudios
Der Sender betreibt seit März 2015 ein Außenstudio in Bad Reichenhall (Deutschland). In Zusammenarbeit mit einer lokalen Initiative (Freies Radio Pinzgau) und der Gemeinde besteht seit September 2019 ein zweites Außenstudio in Zell am See (Pinzgau). Weitere Studios sind in Planung.

### Software
Die Radiofabrik entwickelt Software, die Radioredaktionen bei ihrer Arbeit unterstützt.
2005 wurde vom EDV-Leiter und Entwickler Hermann Huber die Senderautomation YARM (Yet Another Radio Manager) im Rahmen der Ars Electronica präsentiert, die seither von vielen österreichischen Freien Radios übernommen worden ist. Die Entwicklung wurde 2014 eingestellt.
Seit 2020 wird die CRM-Software COMOT angeboten.

## Partnerschaften
Radiofabrik 107,5 ist Mitglied im Verband Freier Rundfunk Österreich (VFRÖ), im Dachverband Salzburger Kulturstätten, der IG Kultur Österreich und der Ausbildungsorganisation COMMIT.
Der Sender ist Gründer und Mitgesellschafter der Community TV Salzburg Nichtkommerzielle BetriebsgesmbH, die seit Februar 2012 unter dem Namen FS1 mit einem Community Fernsehen auf Sendung ist.
Die Radiofabrik ist offizieller Partner des BBC World Service und sendet achtmal täglich zwischen 1 und 19h Nachrichten in englischer Sprache.
Der Sender übernimmt als Partner das US-amerikanische Magazin Democracy Now.
Radiofabrik 107,5 ist dem Ehrenkodex für die österreichische Presse verpflichtet.

## Auszeichnungen

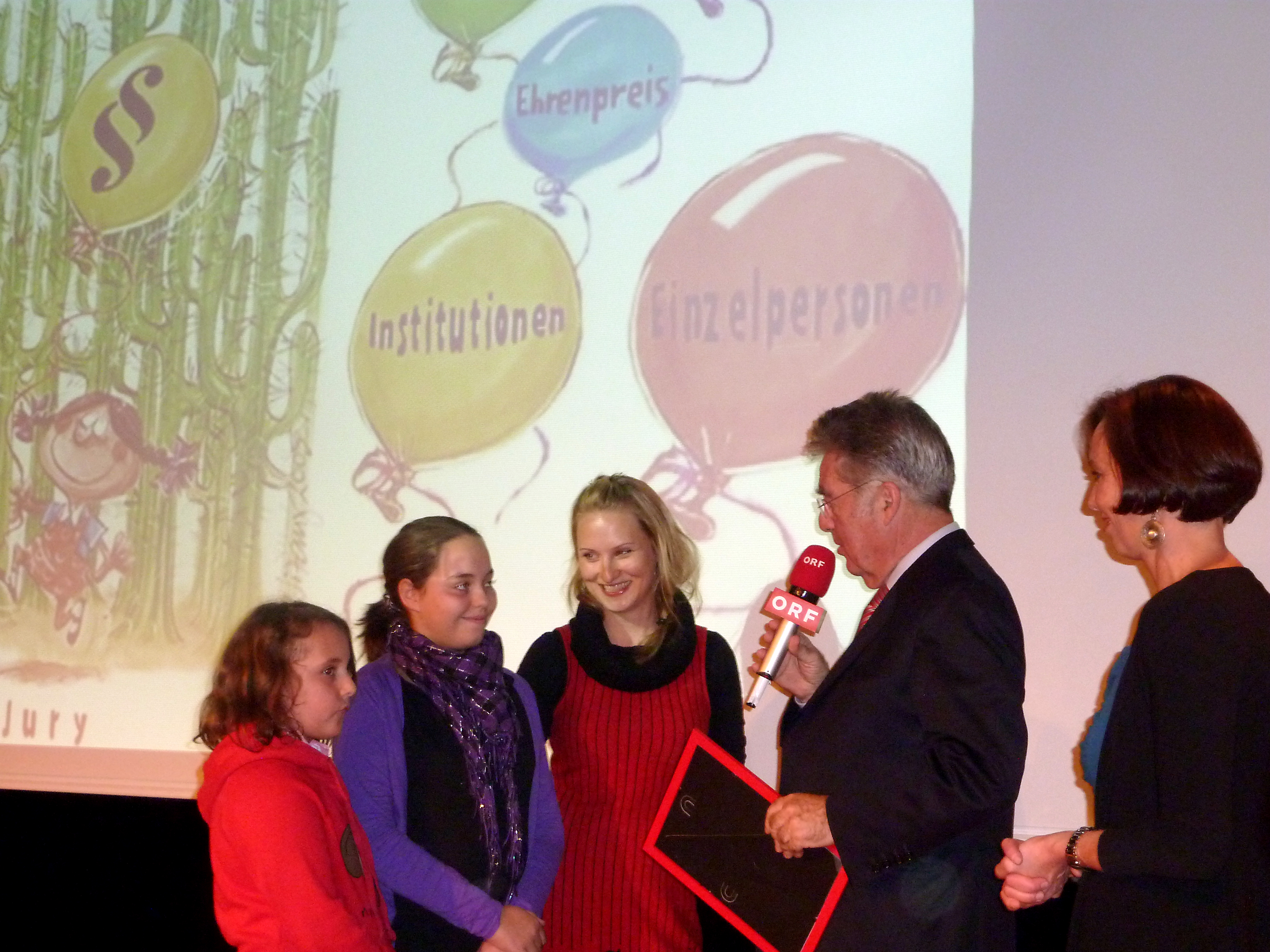
Bundespräsident Heinz Fischer überreicht Kinderrechtspreis an Radiofabrik (2011)

Die Radiofabrik wurde unter anderem mit folgenden Preisen ausgezeichnet:
- Kulturpreis für Integration und Menschenrechte, gestiftet von den Grünen Salzburg und Gerard Mortier (2003)
- Kulturpreis des Landes Salzburg (2003)
- Radiopreis der Erwachsenenbildung Österreich – Eduard-Ploier-Preis (2007, 2008)
- Radiopreis der Erwachsenenbildung Österreich – Experimentelles/Interaktives (2009[41], 2010[42], 2018[43])
- Radiopreis der Erwachsenenbildung – Information (2011, 2012)
- Radiopreis der Erwachsenenbildung – Kurzsendung (2013, 2014)
- Alternativer Medienpreis der Medienakademie Nürnberg und Friedrich-Ebert-Stiftung (2008)[44]
- Medienpreis der deutschen Kindernothilfe (2008)[45]
- ESIS – Europasiegel für innovative Sprachenprojekte (2003, 2008)[46]
- Top100 Salzburger 2003, 2004 & 2008 (2003–26. Wolfgang Hirner/Georg Wimmer, 2004–34.- Hermann Huber, 2008–17.-Alf Altendorf/Georg Wimmer)[47][48][49]

## Verleihung des Radio Schorsch

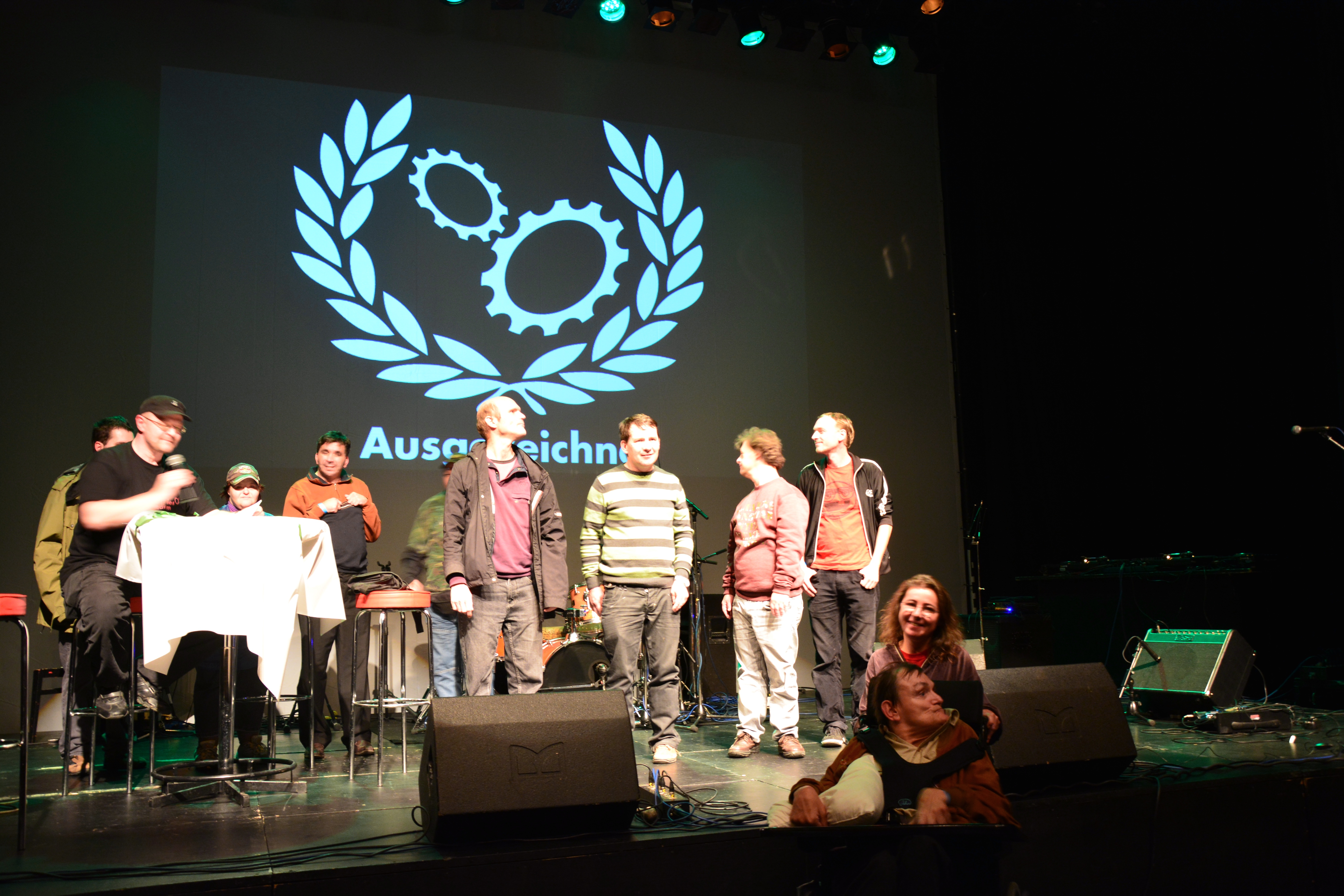
Verleihung des Radioschorsch 2013 in Salzburg

Seit 2008 verleiht die Radiofabrik ihren eigenen jährlichen Medienpreis, den Radio Schorsch, welcher nach der ersten Sendeanlage des Ex-Piratensenders und Radiofabrik-Vorgängers Radio Bongo 500 benannt ist.

## Trivia
Der ehemalige Salzburger Landeshauptmann-Stellvertreter David Brenner war 1999 Finanzreferent. Der ORF-Moderator Tobias Pötzelsberger war bis 2004 Musikredakteur. Der Gründer Wolfgang Hirner war von 2006 bis 2009 Politiker für die Salzburger Grünen und mehrjähriger Landesmeister im Degenfechten.